# Emil Bahlsen
Emil Bahlsen, né le 30 janvier 1862 à Copiapó au Chili et mort le 24 avril 1919 à Mazarrón en Espagne, est un ingénieur allemand qui est conseiller étranger au Japon durant l'ère Meiji.

## Biographie
Né au Chili de parents allemands, la famille se réinstalle en Allemagne à Brunswick. Après ses études secondaires, il entre à l'école des mines de Freiberg en 1881 et obtient son diplôme d'ingénieur en 1885. Il part ensuite travailler avec succès à l'étranger.
De 1886 à 1892, il travaille dans les mines de cuivre au Chili mais rentre à Freiberg pour approfondir et élargir ses connaissances en réétudiant à l'école des mines pendant 3 autres années. Durant cette période, il épouse Ottilie Klebsattel qui l'accompagnera dans ses futurs voyages à l'étranger.
Alors qu'il travaille aux établissements des détroits depuis 1895, il reçoit une offre d'emploi pour enseigner le génie minier à l'université impériale de Tokyo et accepte avec plaisir. Il y enseigne à partir de 1898 mais démissionne avant l'expiration de son contrat et retourne en Allemagne en juin 1900 car sa mère est tombée gravement malade. Il devient ensuite auteur au journal Stahl und Eisen (« Acier et fer »). En 1905, il retourne cependant travailler et devient directeur d'une mine de plomb à Mazarrón en Espagne. Peu de temps avant le déclenchement de la Première Guerre mondiale, il rentre en Allemagne mais retourne immédiatement à Mazarrón.
Il utilise alors son poste pour mettre le site d'extraction au service des intérêts allemands. Il aide également de nombreux Allemands d'Espagne qui viennent des colonies allemandes. La défaite allemande de 1918 le blesse profondément et il meurt peu de temps après en 1919.
Il a publié de nombreux articles sur l'ingénierie métallurgique, en plus de sections de l'encyclopédie de chimie technique de Fritz Ullmann. Il ne put cependant achever la réalisation d'un manuel intitulé La métallurgie du plomb.